# ویسکی (ناحیه بلانسکو)
ویسکی (به چکی: Vísky) یک منطقهٔ مسکونی در جمهوری چک است که در ناحیه بلانسکو واقع شده‌است. ویسکی ۳٫۷۸ کیلومتر مربع مساحت و ۲۳۳ نفر جمعیت دارد و ۴۱۵ متر بالاتر از سطح دریا واقع شده‌است.